# Forces Democràtiques Unificades de Ruanda
Les Forces Democràtiques Unificades de Ruanda (francès Forces Democratiques Unifiées, FDU-INKINGI) és una coalició de grups d'oposició de Ruanda.

## Història
El partit es va establir el 29 d'abril de 2006 com una aliança del Reagrupament Republicà per la Democràcia a Ruanda (RDR), Acció per la Justícia Internacional Imparcial a Ruanda, les Forces Democràtiques per la Resistència i l'Aliança Democràtica de Ruanda, que va escollir la líder del RDR Victoire Ingabire Umuhoza elegida presidenta de les FDU.
Després d'haver-se format a l'exili, el lideratge de l'aliança va tornar a Ruanda el gener de 2010 i va sol·licitar la seva inscripció per poder presentar candidats a les eleccions presidencials ruandeses de 2010. Tanmateix es va impedir a l'aliança de registrar-se i Ingabire va ser arrestada.